# Балакін Олександр Петрович
Балакін Олександр Петрович (26 липня 1957, м.Умань — 22 січня 2012, Київ) — художник, живописець, графік. Член Національної спілки художників України (1993).

## Біографія
Олександр Балакін народився 26 липня 1957 року в м. Умань, Черкаської області.
В 1983 році закінчив Київський державний художній інститут, факультет монументального живопису, майстерня М.Стороженка. Від 1984 — художник-монументаліст Київського комбінату монументально-декоративного мистецтва.

## Творчість
Малювати почав з дитинства. Пише маслом. Твори Олександра Балакіна сповнені глибокого філософського змісту. В них закладені ідея часу і деяка абсурдність людського буття.
Учасник республіканських, Всесоюзних та міжнародних виставок. Персональна виставка в межах 2-го міжнародного Art-фестивалю в Києві (1997). Твори зберігаються в Музеї сучасного мистецтва в Сумах, галереї «Градобанку». Про нього знято 2 телефільми.
Балакін Олександр з 1994 року почав займатися тайцзи-цюань стилю Ву в майстра Му Ван Чена. В 2001 році Му Ван Чен передав йому керівництво над своєю школою. В 2009 році вийшла книга Олександра Балакіна «Ву Ши Тайцзи-цюань — школа Му Ван Чена»
Твори
- «Жертвопринесення» (1994),
- «Чудова ловля риби» (1989-99),
- «Повітряні кулі, що зникають» (1999),
- «Дао рожевих слонів» (1999),
- «Подія на в. Пушкінська, 8» (1999),
- «Час, коли скінчився час» (2001).
- «Покров Пресвятої Богородиці» (2010—2011).